# غورني تيشكوفاتس
غورني تيشكوفاتس هي قرية في البوسنة والهرسك. وهي تقع على أراضي مدينة بيهاتش التابعة لكانتون يونا-سانا في اتحاد البوسنة والهرسك. طبقا لنتائج تعداد البوسنة عام 2013 فقد كان عدد سكانها 26 نسمة.
قبل حرب البوسنة والهرسك، قرية غورني تيشكوفاتس كانت جزءا من بلدية درفار، وتقع في اتحاد البوسنة والهرسك، ولكن في كانتون 10.

## التركيبة السكانية

### التطور التاريخي للسكان
| 1961 | 1971 | 1981 | 1991 | 2013 |
| ---- | ---- | ---- | ---- | ---- |
| 181  | 107  | 117  | 141  | 26   |

## وصلات خارجية
- (بالإنجليزية) Maplandia